# Verte des Houches
Ne doit pas être confondu avec Arlberg-Kandahar.

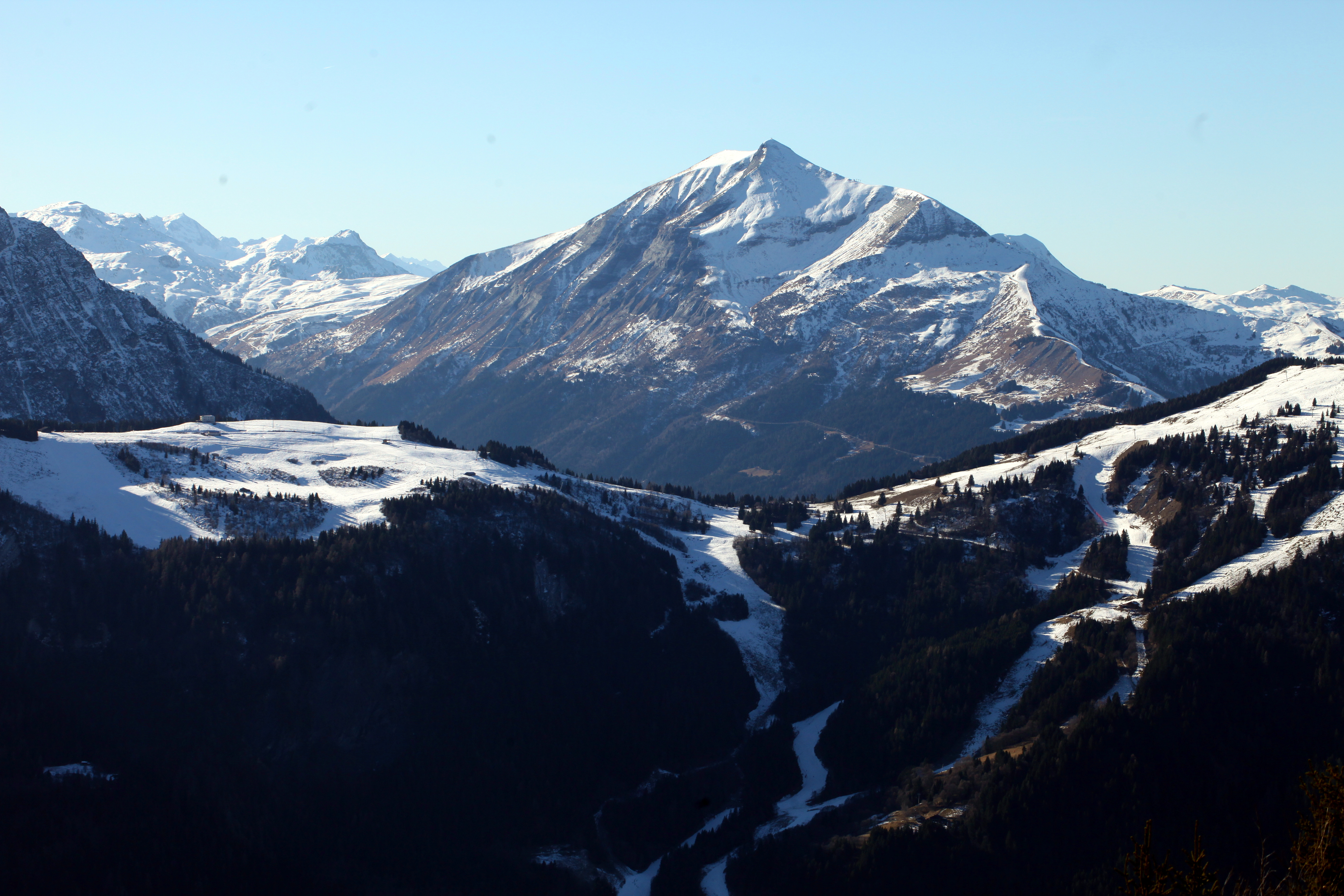
Vue du col de Voza (1657 m au centre avec, au loin à l'arrière-plan, le mont Joly, 2525 m) au-dessus des Houches (non visible dans le creux au premier plan) avec « la Verte » sur la droite (qui descend sous la tête de la Charme, 1891 m non visible), pleine pente dans la forêt.

La Verte des Houches, également appelée la piste du Kandahar ou la Kandahar, est une piste de ski fréquentée lors des passages de la Coupe du monde de ski alpin à Chamonix-Mont-Blanc. Cette piste est située dans le domaine skiable de la station des Houches de la vallée de Chamonix.
Elle est principalement utilisée pour les épreuves de descente et de slalom.

## Caractéristiques
Contrairement à ce que son nom semble indiquer, cette piste n'est pas une piste verte mais bien une piste noire, longue de 3 343 mètres pour un dénivelé de 870 mètres (de 1 871 mètres à 1 001 mètres d'altitude). La totalité de la piste est utilisée pour la descente. Pour le slalom, le départ se fait à 1190 mètres d'altitude.

## Toponymie
Le nom « Verte » est due aux sapins qui bordent la piste tout au long du tracé : « son environnement vert et l'orientation du soleil offrent souvent une piste gelée, aux couleurs vertes » . L'appellation « Piste du Kandahar » tire son nom de la compétition de ski Arlberg-Kandahar, elle-même nommée en l'honneur du général britannique Frederick Roberts, comte de Kandahar (capitale de l'Afghanistan).